# Ewan Roberts
Ewan Roberts, eigentlich Thomas Robert McEwan Hutchinson, (* 29. April 1914 in Edinburgh, Schottland; † 10. Januar 1983 in London, England) war ein britischer Schauspieler. Laut Internet Movie Database führte er auch das Pseudonym Ewen Roberts.

## Leben
Ewan Roberts war das zweite von vier Kindern von Frederick James Simpson Hutchison (1885–1945) und Nora McEwan (ca. 1885–1953).
Er war verheiratet mit der Drehbuchautorin und Theateragentin Margery Jessie Vosper, der Schwester des Schauspielers und Dramaturgen Frank Permian Vosper. Aus der Ehe gingen ein Sohn und eine Tochter hervor.
Ewan Roberts verstarb im St. Joseph’s Hospiz im Borough of Hackney und wurde im Golders Green Crematorium in London beigesetzt.

## Filmografie (Auswahl)
- 1951: Der Mann im weißen Anzug (The Man in the White Suit)
- 1952: Angels One Five; Regie: George More O’Ferrall
- 1952: Derby Day; Regie: Herbert Wilcox
- 1952: Der rote Korsar (The Crimson Pirate)
- 1953: Titfield-Expreß (The Titfield Thunderbolt)
- 1954: Die Jagd begann im Hafen (River Beat)
- 1954–56: Colonel March of Scotland Yard (TV-Serie, 21 Folgen)
- 1956: Port of Escape; Regie: Tony Young
- 1957: Der Fluch des Dämonen (Night of the Demon)
- 1961: What a Whopper; Regie: Gilbert Gunn
- 1961–62: Sir Francis Drake (TV-Serie, 9 Folgen)
- 1962: Blumen des Schreckens (The Day of the Triffids)
- 1962: Die Verräter (The Traitors); Regie: Robert Tronson
- 1963: Die drei Leben des Thomasina (The Three Lives of Thomasina)
- 1963: Der Partner (The Partner)
- 1963: Der große Coup(Five to One)
- 1963–64: Emergency – Ward 10 (TV-Serie, 7 Folgen)
- 1966: Simon Templar (TV-Serie, 1 Folge)
- 1968: Hostile Witness – Im Netz gefangen (Hostile Witness); Regie: Ray Milland
- 1967: The Queen’s Traitor (TV-Fünfteiler)
- 1972: Adolf Hitler – My Part in His Downfall; Regie: Norman Cohen
- 1974: Ein Mann stellt eine Falle (The Internecine Project); Regie: Ken Hughes
- 1981–82: Bognor (TV-Serie)